# Polish Fighting Team
Le Polish Fighting Team (en polonais Polski Zespół Myśliwski) appelé également le Cirque de Skalski (Cyrk Skalskiego) est une unité chasse composée des pilotes polonais ayant combattu au sein de la Royal Air Force en Afrique du Nord en 1943.

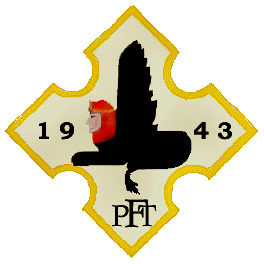
Écusson du Polish Fighting Team

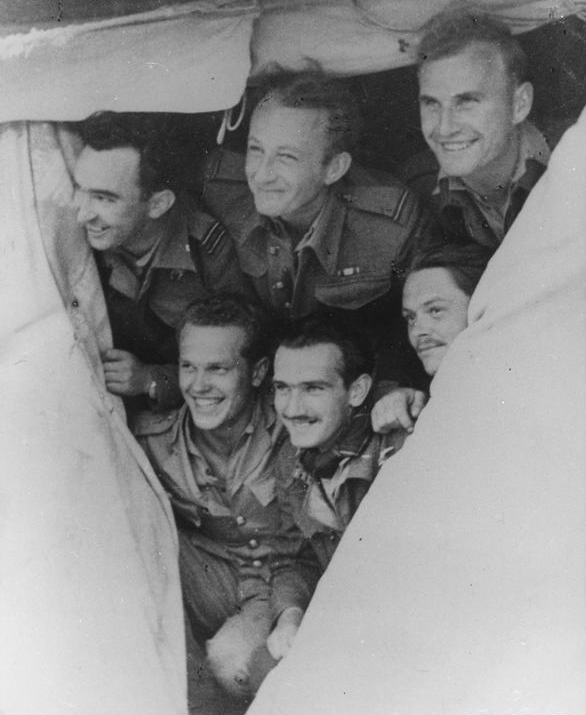
En haut : Wacław Król, Bohdan Arct, Władysław Majchrzyk. En bas: Mieczysław Popek, Ludwik Martel, Władysław Drecki.

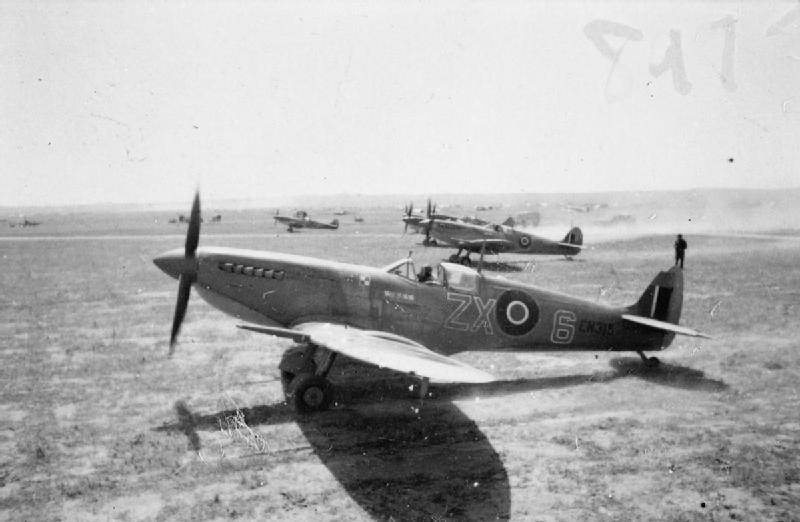
Supermarine Spitfire Mark IXCs du Polish Fighting Team (Cyrk Skalskiego) à Goubrine en Tunisie. Au premier plan, le Spitfire EN315 ZX-6, de Stanisław Skalski

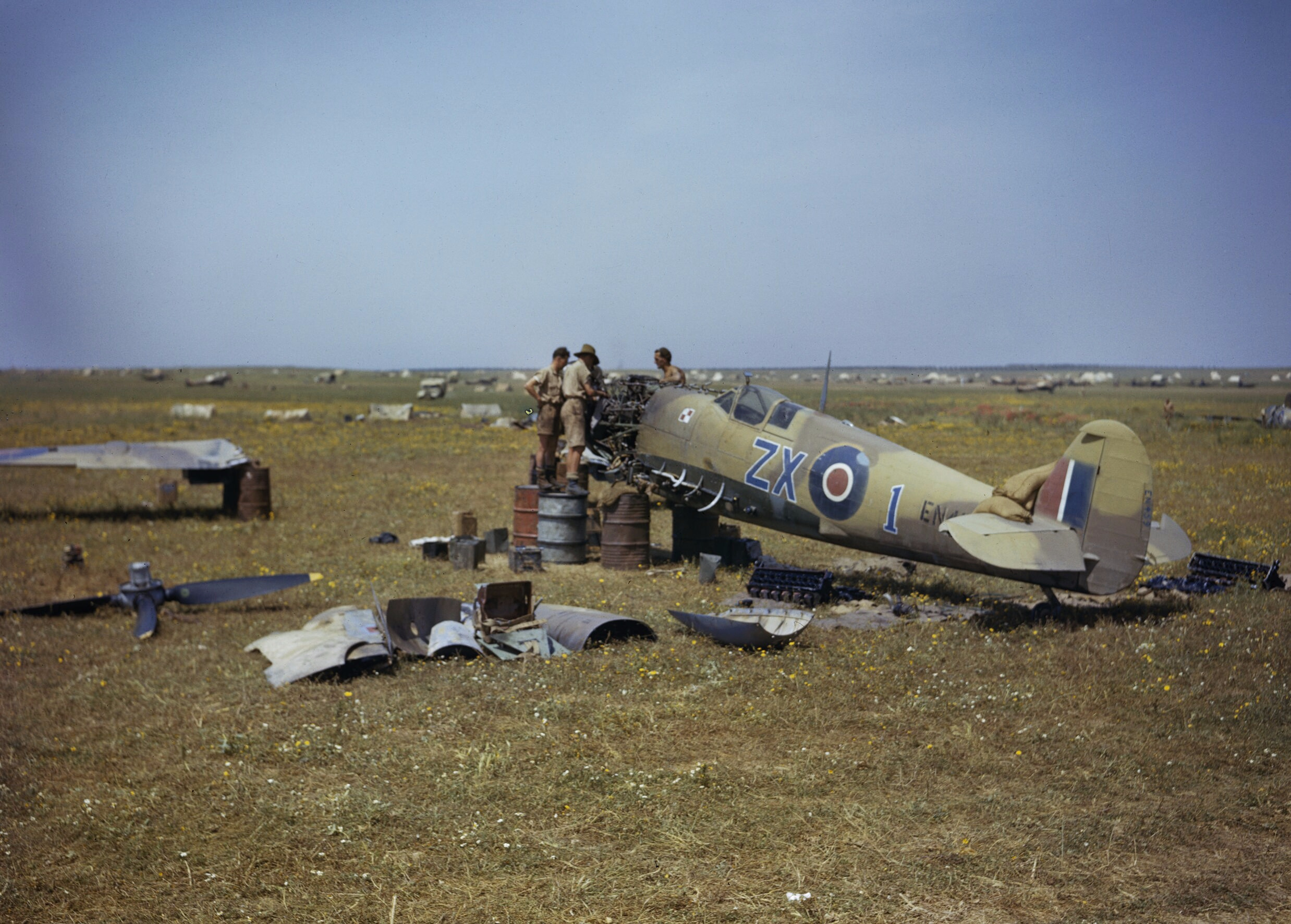
Les mécaniciens démontent le Supermarine Spitfire Mark IX, EN459 ZX-1 du Polish Fighting Team. L'avion a été endommagé le 6 avril 1943, après avoir abattu un Messerschmitt Bf 109, il a été attaqué et endommagé par un autre Bf 109. Son pilote, Eugeniusz Horbaczewski, s'est posé en catastrophe à Gabès.

## Histoire

### Genèse
En vue des préparatifs au débarquement, le Commandement allié se voit dans l'obligation d'acquérir l'expérience dans la coopération entre l'armée de terre et l'armée de l'air. En 1943, ce n'est qu'en Afrique du Nord que l'Armée de terre britannique se bat contre la Wehrmacht. La RAF décide d'y envoyer des pilotes polonais car les escadrilles polonaises étaient équipées de meilleure version de Spitfire que leurs homologues britanniques et les Polonais avaient déjà une grande expérience de combat.
Une autre raison d'envoyer des pilotes de chasse en Tunisie est de leur offrir la possibilité de combat avec la Luftwaffe, qui à cette phase de la guerre, se faisait rare dans le ciel de l'Angleterre. Dans ces circonstances est né le Polish Fighting Team. 68 pilotes se portent volontaires, 15 meilleurs sont retenus. Le commandant de l'unité est Stanisław Skalski et l'officier de liaison, Tadeusz Rolski. Le 12 février 1943 le Team se rassemble et commence les préparatifs pour quitter l'Angleterre. Quinze jours plus tard les aviateurs embarquent à Glasgow pour arriver à Oran le 4 mars. Le Team est officiellement affecté au 145 RAF Squadron, le 15 mars il reçoit des avions et le lendemain les pilotes effectuent les premiers vols de reconnaissance.

### Au combat
Les missions de combat commencent le 17 mars. Les Polonais remportent leur première victoire le 28 mars, le capitaine Skalski et le lieutenant Horbaczewski descendent chacun un Ju 88. Le 6 avril Horbaczewski abat un Bf 109, mais lui-même est touché, il parvient tout de même à se poser à Gabès. Le 18 avril le lieutenant Wyszkowski poursuit un avion ennemi et s'éloigne de sa formation, son Spitfire est endommagé par la flak, Wyszkowski se pose du côté allemand, blessé il est fait prisonnier.
Le 20 avril l'unité remporte son plus grand succès: six avions abattus, un probablement détruit et un endommagé. Le 6 mai Le Team connaît sa dernière victoire et le 8, réalise son dernier vol opérationnel. Douze jours plus tard il est transféré à la base de Ben Gardane.
Le Polish Fighting Team est dissout le 22 juillet 1943. Onze pilotes reviennent en Angleterre par la voie aérienne, Skalski devient commandant du 601e RAF squadron, Horbaczewski prend le commandement d'un flight et ensuite du 43e RAF squadron, Drecki prend la tête d'un flight du 152e squadron.

## Pilotes
- capitaine Stanisław Skalski (commandant de l'unité)
- capitaine Wacław Król (adjoint du commandant)
- lieutenant Karol Pniak
- lieutenant Bohdan Arct
- lieutenant Władysław Drecki
- lieutenant Eugeniusz Horbaczewski
- lieutenant Ludwik Martel
- lieutenant Kazimierz Sporny
- lieutenant Mieczysław Wyszkowski
- sous-lieutenant Jan Kowalski
- sergent-chef Marcin Machowiak
- sergent-chef Władysław Majchrzyk
- sergent-chef Bronisław Malinowski
- sergent-chef Mieczysław Popek
- sergent-chef Kazimierz Sztramko

## Équipement
- 15 mars Spitfire F VB Trop et VC
- 23 mars Spitfire F IXC

## Bases
- 13 mars 1943 Boughrara
- 11 avril 1943 La Fauconnerie
- 15 avril 1943 Goubrine
- 6 mai 1943 Hergla
- 20 mai 1943 Ben Gardane

## Victoires[2]
| 17 mars - 8 mai (1943)    | Résultats |
| ------------------------- | --------- |
| Victoires certaines       | 25        |
| Probables                 | 3         |
| Avions ennemis endommagés | 9         |

## Source de la traduction
- (pl) Cet article est partiellement ou en totalité issu de l’article de Wikipédia en polonais intitulé « Polski Zespół Myśliwski » (voir la liste des auteurs).